# Benny Blanco
Benjamin Joseph Levin (Reston, Virginia; 8 de marzo de 1988), conocido profesionalmente como Benny Blanco, es un productor discográfico estadounidense. Comenzó a tener cierta relevancia en la industria musical desde 2007 trabajando con la banda de rap alternativo Spank Rock. Desde entonces trabajó como coproductor de Dr. Luke de canciones para varios artistas de renombre. Según una entrevista publicada por Vibe, Benny Blanco considera que su primer éxito mainstream fue «Circus» de Britney Spears (2008).
Benny Blanco estaba inicialmente interesado en el rap antes de comenzar a producir. Su primera incursión la realizó en una serie pornográfica llamada Hip Hop Honeys, la cual fue creada por Jonathan Shecter, el cofundador de la revista estadounidense The Source.

## Relaciones
El 7 de diciembre de 2023, a través de una historia de Instagram, Selena Gomez publicó unas fotos confirmando su relación con Benny.
El 11 de diciembre del 2024, Gomez a través de su cuenta en Instagram anunció su compromiso con el productor.

## Carrera
En 2008 Benny Blanco también brindó producción adicional a los sencillos "I kissed a girl" y "Hot n cold" de Katy Perry; y posteriormente coprodujo "Don't trust me" de 3OH!3.[cita requerida]
En 2013 coescribió y produjo la canción de la cantante, actriz y bailarina Lea Michele, "Cannonball" y en 2018, estrena su canción «Eastside» al lado de Halsey y Khalid, la misma fue el primer tema promocional de su disco debut.[cita requerida]
Actualmente es un importante y reconocido productor que ha producido gran cantidad de canciones para gran cantidad de cantantes famosos, y ha coproducido la gran mayoría de las canciones de su gran amigo Charlie Puth, como su disco Voicenotes o su último sencillo "I warned Myself".[cita requerida]
En julio de 2018, Blanco lanzó su canción debut como solista independiente, "Eastside" con Halsey y Khalid, en su propio sello Friends Keep Secrets en asociación con Interscope Records. La canción alcanzó el número nueve en el Billboard Hot 100, y también fue un éxito mundial, encabezando las listas en Nueva Zelanda, la República de Irlanda, Singapur y el Reino Unido, y entre las diez primeras de las listas en varios otros. países, incluidos Australia, Canadá, Dinamarca y Noruega. Más tarde, en 2018, lanzó su segundo, tercero y cuarto sencillos: "I Found You" con Calvin Harris, "Better to Lie" con Jesse Rutherford y Swae Lee, y "Roses" con Juice Wrld con Brendon Urie, respectivamente. Su álbum debut Friends Keep Secrets fue lanzado el 7 de diciembre de 2018.

## Discografía
2008
- Katy Perry — One of the Boys — "I Kissed a Girl" —   Capitol/EMI
- Katy Perry — One of the Boys — "Hot N Cold" —  Capitol/EMI)
- Britney Spears — Circus — "Circus" —    Jive/Zomba Recordings, Sony BMG
- Britney Spears — Circus — "Shattered Glass" —  Jive/Zomba Recordings, Sony BMG
- Britney Spears — Circus — "Lace and Leather" —  Jive/Zomba Recordings, Sony BMG

2009
- 3OH!3 — Want — "Don't Trust Me" — Photo Finish
- 3OH!3 — Want — "Rich Man" — Photo Finish

2010
- Ke$ha — Animal — "Your Love is My Drug" — RCA/Sony BMG
- Ke$ha — Animal — "Tik Tok" — RCA/Sony BMG
- Ke$ha — Animal — "Blah Blah Blah" con 3OH!3 — RCA/Sony BMG
- Ke$ha — Animal — "Party at a Rich Dude's House" — RCA/Sony BMG
- Ke$ha — Animal — "Blind" — RCA/Sony BMG
- Ke$ha — Animal — "Dancing with Tears in My Eyes" — RCA/Sony BMG
- Taio Cruz — Rokstarr — "Dynamite" — Island/Universal Music
- Katy Perry — Teenage Dream — "Teenage Dream" — Capitol/EMI
- Katy Perry — Teenage Dream — "California Gurls" con Snoop Dogg — Capitol/EMI
- Ke$ha — Cannibal — "We R Who We R" — RCA/Sony BMG
- Ke$ha — Cannibal — "Sleazy" — RCA/Sony BMG
- Ke$ha — Cannibal — "Blow"  — RCA/Sony BMG
- Ke$ha — Cannibal — "Grow a Pear" — RCA/Sony BMG

2011
- Britney Spears — Femme Fatale — «(Drop Dead) Beautiful» con Sabi[9] — Jive/Sony BMG
- Britney Spears — Femme Fatale — «Gasoline»[9] — Jive/Sony BMG

2012
- Marina and the Diamonds — Electra Heart — How to Be a Heartbreaker — 679/Atlantic

2013
- Lea Michele — Louder — «Cannonball»
- If I Lose Myself de OneRepublic

2014
- Same Old Love de Selena Gomez

2015
- Good For You de Selena Gomez
- Love Yourself de Justin Bieber

2017
- Camila Cabello  — Camila.  — Crying in the Club
- Halsey — Hopeless Fountain Kingdom. —  Now Or Never

2018
- I Found You (con Calvin Harris)

2019
- I Can't Get Enough con J Balvin, Selena Gomez y Tainy
- I Warned Myself de Charlie Puth
- Earth de Lil Dicky
- Best Part of Me de Ed Sheeran y YEBBA
- Graduation con Juice WRLD
- Señorita de Shawn Mendes y Camila Cabello
- sad day de FKA Twigs

2020
- Lonely con Justin Bieber

2024
- Degenere con Myke Towers

### 2025
- I Said I Love You First

## Premios y nominaciones
| Año  | Premio                          | Categoría                                                        | Obra nominada                 | Resultado | Referencia |
| ---- | ------------------------------- | ---------------------------------------------------------------- | ----------------------------- | --------- | ---------- |
| 2025 | Premios Lo Nuestro              | Colaboración "crossover" del año                                 | «Degenere» (con Myke Towers)  | Nominados | [ 10 ]     |
| 2025 | Nickelodeon Kids' Choice Awards | Álbum del año                                                    | «I Said I Love You First»     | Nominado  | [ 11 ]     |
| 2025 | Nickelodeon Kids' Choice Awards | «Call Me When You Break Up» junto a Selena Gomez y Gracie Abrams | Colaboración musical favorita | Nominados | [ 11 ]     |
| 2025 | Nickelodeon Kids' Choice Awards | «Bluest Flame» junto a Selena Gomez                              | Canción viral favorita        | Ganadores | [ 11 ]     |